# 朱聿鏼
朱聿鏼（？—1641年12月6日）是追封唐藩王朱器墭之子。崇禎九年（1636年），因其兄唐王朱聿鍵違詔勤王，被降為庶人。聿鏼因而立為唐王。

## 生平
崇禎十四年十一月初四日（1641年12月6日），李自成攻破南阳府後，朱聿鏼被俘殺於唐王府中的麒麟阁内，弘光時上諡號唐愍王。
自清代以来朱聿鏼均被误载为“朱聿镆”。但是据《中國明朝檔案總匯（八四）》中摘錄的崇禎十二年禮部題請敕諭諸藩手本底稿中明確開列唐王聿鏼的名封於後，因此確證“朱聿镆”为朱聿鏼的笔误。明清档案并记载朱聿鏼的世子在南阳府陷落后幸免于难，后辗转流落于襄阳府。其名字及后事均未留于史籍。